# Kanton Charroux
Der Kanton Charroux war bis 2015 ein französischer Wahlkreis im Arrondissement Montmorillon, im Département Vienne und in der Region Poitou-Charentes; sein Hauptort war Charroux. Vertreter im Generalrat des Départements war zuletzt von 2004 bis 2015 Yves Gargouil (DVD).
Der Kanton Charroux war 212,11 km² groß und hatte 4.148 Einwohner (Stand: 1999), was einer Bevölkerungsdichte von rund 20 Einwohnern pro km² entsprach. Er lag im Mittel 157 Meter über Normalnull, zwischen 115 Metern in Charroux und 193 Metern in Chatain.

## Gemeinden
Der Kanton bestand aus neun Gemeinden:
| Gemeinde          | Einwohner Jahr | Fläche km² | Bevölkerungsdichte | Code INSEE | Postleitzahl |
| ----------------- | -------------- | ---------- | ------------------ | ---------- | ------------ |
| Asnois            | 135 (2013)     | –          | – Einw./km²        | 86012      | 86250        |
| La Chapelle-Bâton | 341 (2013)     | –          | – Einw./km²        | 86055      | 86250        |
| Charroux          | 1.179 (2013)   | –          | – Einw./km²        | 86061      | 86250        |
| Chatain           | 271 (2013)     | –          | – Einw./km²        | 86063      | 86250        |
| Genouillé         | 526 (2013)     | –          | – Einw./km²        | 86104      | 86250        |
| Joussé            | 325 (2013)     | –          | – Einw./km²        | 86119      | 86350        |
| Payroux           | 499 (2013)     | –          | – Einw./km²        | 86189      | 86350        |
| Saint-Romain      | 416 (2013)     | –          | – Einw./km²        | 86242      | 86250        |
| Surin             | 106 (2013)     | –          | – Einw./km²        | 86266      | 86250        |